# Space Rocket Nation
La Space Rocket Nation è una casa di produzione cinematografica danese, fondata nel 2008 dal regista Nicolas Winding Refn e dalla produttrice Lene Børglum, dopo la loro collaborazione per il film Valhalla Rising - Regno di sangue.

## Filmografia

### Cinema
- Solo Dio perdona (Only God Forgives), regia di Nicolas Winding Refn (2013)
- The Neon Demon, regia di Nicolas Winding Refn (2016)

### Televisione
- Tabu, regia di Bo Mikkelsen (2012)

### Documentari
- Eskimo Diva, regia di Lene Stæhr (2013)
- My Life Directed by Nicolas Winding Refn, regia di Liv Corfixen (2014)